# Verneuil-Petit
Verneuil-Petit är en kommun i departementet Meuse i regionen Grand Est (tidigare regionen Lorraine) i nordöstra Frankrike. Kommunen ligger i kantonen Montmédy som tillhör arrondissementet Verdun. År 2022 hade Verneuil-Petit 109 invånare.

## Befolkningsutveckling
Antalet invånare i kommunen Verneuil-Petit
| Referens: INSEE |